# Duncan McLeod
Duncan McLeod (Tobermory, 23 maggio 1949) è un ex calciatore scozzese, di ruolo centrocampista.

## Carriera
Dal 1968 al 1971 gioca nella prima divisione inglese al Southampton, per poi dal 1971 al 1973 giocare nel Dundee nella prima divisione scozzese (la sua unica presenza in partite ufficiali con il club è un incontro di Texaco Cup contro gli inglesi del Norwich City).
Nell'estate del 1973 si trasferisce ai rivali cittadini del Dundee Utd, a loro volta militanti nella prima divisione scozzese, dove pur non giocando da titolare fisso riesce comunque a ritagliarsi una buona continuità di impiego: in due stagioni di permanenza gioca infatti 25 partite nella prima divisione scozzese (con 3 reti, tutte nell'ultima giornata di campionato della stagione 1973-1974 contro il Greenock Morton), una partita nella Coppa delle Coppe 1974-1975 (la vittoria casalinga per 3-0 del 18 settembre 1974 ai danni dei rumeni del Jiul Petroșani) e complessive 10 presenze nelle coppe nazionali scozzesi. Nell'estate del 1975 viene ceduto al St. Johnstone come contropartita tecnica nella cessione di Henry Hall: qui, nella stagione 1975-1976, gioca ulteriori 2 partite nella prima divisione scozzese. Successivamente continua a giocare da professionista per un altro lustro, con il Brechin City, club con la cui maglia tra  il 1976 ed il 1981 totalizza complessivamente 124 presenze e 3 reti nella terza divisione scozzese.

## Palmarès

### Club

#### Competizioni regionali
- Forfarshire Cup: 1

Dundee United: 1974-1975